# Frank Munro
Francis ("Frank") Michael Munro (Broughty Ferry, 25 oktober 1947 – 16 augustus 2011) was een Schots voetballer die als verdediger speelde.
Munro kwam uit voor Dundee United en Aberdeen, Celtic en Albion Rovers in Schotland, en voor South Melbourne Hellas in Australië. Verder speelde hij in de Engelse competitie tussen 1968 en 1977 296 wedstrijden voor Wolverhampton Wanderers.
Munro speelde negen interlands voor Schotland in de periode tussen 1971 en 1976.
| Interlands van Frank Munro voor Schotland | Interlands van Frank Munro voor Schotland | Interlands van Frank Munro voor Schotland | Interlands van Frank Munro voor Schotland | Interlands van Frank Munro voor Schotland | Interlands van Frank Munro voor Schotland | Interlands van Frank Munro voor Schotland |
| №                                         | Datum                                     | Plaats                                    | Wedstrijd                                 | Uitslag                                   | Competitie                                | Goals                                     |
| Als speler van Wolverhampton Wanderers    | Als speler van Wolverhampton Wanderers    | Als speler van Wolverhampton Wanderers    | Als speler van Wolverhampton Wanderers    | Als speler van Wolverhampton Wanderers    | Als speler van Wolverhampton Wanderers    | Als speler van Wolverhampton Wanderers    |
| ----------------------------------------- | ----------------------------------------- | ----------------------------------------- | ----------------------------------------- | ----------------------------------------- | ----------------------------------------- | ----------------------------------------- |
| 1                                         | 18 mei 1971                               | Glasgow                                   | Schotland – Noord-Ierland                 | 0 – 1                                     | Home Championship                         | 0                                         |
| 2                                         | 22 mei 1971                               | Londen                                    | Engeland – Schotland                      | 3 – 1                                     | Home Championship                         | 0                                         |
| 3                                         | 9 juni 1971                               | Kopenhagen                                | Denemarken – Schotland                    | 1 – 0                                     | EK-kwalificatie                           | 0                                         |
| 4                                         | 14 juni 1971                              | Moskou                                    | Sovjet-Unie – Schotland                   | 1 – 0                                     | Oefeninterland                            | 0                                         |
| 5                                         | 16 april 1975                             | Gothenburg                                | Zweden – Schotland                        | 1 – 1                                     | Oefeninterland                            | 0                                         |
| 6                                         | 17 mei 1975                               | Cardiff                                   | Wales – Schotland                         | 2 – 2                                     | Home Championship                         | 0                                         |
| 7                                         | 20 mei 1975                               | Glasgow                                   | Schotland – Noord-Ierland                 | 3 – 0                                     | Home Championship                         | 0                                         |
| 8                                         | 24 mei 1975                               | Londen                                    | Engeland – Schotland                      | 5 – 1                                     | Home Championship                         | 0                                         |
| 9                                         | 1 juni 1975                               | Boekarest                                 | Roemenië – Schotland                      | 1 – 1                                     | EK-kwalificatie                           | 0                                         |